# 臭化水素
臭化水素（しゅうかすいそ、Hydrogen bromide）とはハロゲン化水素のひとつで、水素と臭素の化合物。化学式は HBr。標準状態では無色の刺激臭を持つ気体だが、液化させることもできる。水溶液は強酸の臭化水素酸である。臭化水素酸に脱水剤を加えると臭化水素を遊離させることができる。毒物及び劇物取締法に定める劇物に該当する。法律上の名称はブロム水素。

## 用途
用途は多岐にわたる。例えばアルコールからブロモアルカンを作るのに利用される。
{\displaystyle {\ce {ROH\ + HBr -> R^+OH2\ + Br^- -> RBr\ + H2O}}}
アルケンに付加してブロモアルカンを与える。
{\displaystyle {\ce {RCH=CH2\ + HBr -> RCH(Br)CH3}}}
アルキンに付加させるとブロモアルケンが生成する。この付加反応の立体化学は通常アンチ型である。
{\displaystyle {\ce {RC}}}≡{\displaystyle {\ce {CH\ + HBr -> RC(Br)=CH2}}}
ハロアルケンへの付加では gem-ジハロアルカンが得られる。反応はマルコフニコフ則に従う。
{\displaystyle {\ce {RC(Br)=CH2\ + HBr -> RC(Br2)CH3}}}
エポキシドやラクトンの開環やブロモアセタールの合成にも用いられる。また、多くの有機反応で触媒として用いられる。

## 合成法

### 実験室規模
多くの合成法が知られている。簡便な方法として硫酸と臭化ナトリウムの反応が挙げられる。
{\displaystyle {\ce {NaBr\ + H2SO4 -> NaHSO4\ + HBr (g)}}}
他にはテトラリン（1,2,3,4-テトラヒドロナフタレン）の臭素化、
{\displaystyle {\ce {C10H12\ + 4Br2 -> C10H8Br4\ + 4 HBr}}}
白金触媒存在下での精製した水素ガスと臭素の反応、
{\displaystyle {\ce {Br2\ + H2 -> 2 HBr}}}
亜リン酸による臭素の還元
{\displaystyle {\ce {Br2\ + H3PO3\ + H2O -> H3PO4\ + 2 HBr}}}
がある。
無水の臭化水素は、小スケール（10ミリモルから1モル）ではトリフェニルホスホニウムブロミド (Ph3PH+Br−) をキシレン中で加熱還流して熱分解することによって得られる。
上記の方法で合成された臭化水素は不純物として Br2 を含むことがあるが、これは薄片状の銅またはフェノール上を通過させることによって取り除くことができる。

### 工業規模
工業的に主要な化合物である塩化水素や塩酸と異なり、臭化水素や臭化水素酸の製造規模は小さい。初期の製造法は 200–400 ℃ 程度の高温で水素と臭素を反応させるものであった。この反応は通常白金やアスベストで触媒される。

## 臭化水素酸
臭化水素は他のハロゲン化水素と同様に極めて水に溶解しやすく、水溶液は臭化水素酸と呼ばれ、47.63%のものは沸点124.3℃の共沸混合物である。市販品は共沸混合物に近い48%（d=1.48g cm−3, 8.8mol dm−3）程度のものが一般的であり医薬用外劇物の指定を受ける。
水に対する溶解熱は極めて大きくハロゲン化水素の中で最大である。
{\displaystyle {\ce {HBr(g) <=> H^+(aq) + Br^-(aq),}}}　　　{\displaystyle {\mathit {\Delta }}H^{\circ }=-85.15{\mbox{kJ mol}}^{-1}}
塩酸に類似の性質をもつ強い1価の酸であるが、やや酸化され易く空気により酸化を受けたり、光により分解し臭素を遊離し黄色味を帯びることがある。
水溶液中における酸解離定数の直接的な測定は不可能であるが、熱力学的なサイクルによりpKa=−9と推定されている。